# Theobald Wilhelm Broxtermann
Theobald Wilhelm Broxtermann (* Juni 1771 in Osnabrück; † 14. September 1800 in München) war ein deutscher Jurist und Schriftsteller.

## Leben

### Ausbildung und Osnabrücker Zeit
Broxtermann ist ein Sohn Friedrich Wilhelm Broxtermanns, des fürstlich Osnabrückischen Rats und Sekretärs des dortigen Offizialatgerichts. Er erhielt seine Schulbildung auf dem Carolinum in seiner Heimatstadt. Bereits im Alter von 15 Jahren trat er als Schriftsteller in Erscheinung, in dem er erste Gedichte veröffentlichte. Im Alter von 16 Jahren gelang es ihm, dass Christoph Martin Wieland seine Erzählung Benno, Bischof von Münster. Ein Traum aus unsrer Väterzeit positiv bewertete und 1788 im Teutschen Merkur abdruckte. Broxtermanns Vater ließ keine schriftstellerische Laufbahn zu, weshalb er sich zum Studium der Rechtswissenschaft an der Universität Göttingen einschrieb. Dort verblieb er von Ostern 1790 bis Frühsommer 1792. Er schloss das Studium allerdings nicht, wie zum Teil angegeben, mit der vom Vater gewünschten Promotion ab, sondern kehrte bereits nach etwa zweieinhalb Jahren aus Göttingen zurück.
Broxtermann wurde 1793 Advokat in Osnabrück, widmete sich aber weiter seiner schriftstellerischen Neigung. Er verbrachte von Osnabrück aus regelmäßig Zeit in Münster, insbesondere bei den Professoren Anton Matthias Sprickmann und Johann Christoph Schlüter. Mit Schlüter verband ihn eine tiefe und anhaltende Freundschaft. Broxtermann gründete in Osnabrück den ersten Gelehrtenklub und wollte zugleich eine Professur erlangen, zunächst an der Universität Münster, dann an der Universität Jena. Sein Vater war allerdings gegen seinen Plan die Advokatur niederzulegen. Daher entschied sich 1795 zur Flucht aus Osnabrück, in die neugegründete Batavische Republik.

### Niederlande und Wetzlar
Broxtermann verbrachte ein Jahr in Arnheim und veröffentlichte in dieser Zeit auch politische Schriften. 1796 gewann er einen von den gelderschen Provinzialrepräsentanten ausgeschriebenen Preis mit der Schrift La nature n'attend qu'une bonne loi, pour produire des tresors. Allerdings konnte er wieder keine Professur erlangen und ging deshalb im Oktober 1796 auf eigene Faust nach Utrecht. Dort hielt er privat Vorlesungen zum Naturrecht, der Praktischen Philosophie Kants sowie zur Geschichte der Niederlande. Selbst widmete er sich dem Studium der Mathematik bei Johann Friedrich Hennert.
Broxtermann konnte, nach zunächst vergeblichen Versuchen, durch seinen Studienfreund Johann Friedrich von Meyer noch 1797 zur Rückkehr bewegt werden. Meyer hatte ihm eine Stellung als Archivar und Kanzleisekretär beim Herzog in Bayern Wilhelm von Pfalz-Birkenfeld vermitteln können. Broxtermann ging nach Osnabrück und söhnte sich dort mit seiner Familie aus. Anschließend war er in Münster bei Schlüter, bevor er schließlich zu Meyer nach Wetzlar kam, der dort am Reichskammergericht tätig war. Nachdem sich Broxtermann durch Meyer schnell einen großen Freundeskreis aneignen konnte, wandte er sich bei Meyer dem Studium der Diplomatik, um auf seine neue Stellung vorbereitet zu sein. Er verblieb über mehrere Monate in Wetzlar.

### Landshut und München
Broxtermann trat nach der Vorbereitung in Wetzlar seine Stellung beim bayerischen Herzog Wilhelm von Pfalz-Birkenfeld in Landshut an. Der dort zurückgezogen lebende Broxtermann zeichnete sich schnell durch seine Arbeit aus, sodass ihm 1799 durch den Herzog der Hofratstitel verliehen wurde. Als sein Dienstherr gegen Ende des Jahres 1799 Großmeister des Ordens vom Heiligen Michael wurde, übersiedelten sie nach München. Dort wurde Broxtermann außerdem zum Sekretär des Ordens ernannt. Außerdem wurde er noch 1799 mit dem Ordenskreuz des Michaelsordens ausgezeichnet. In München traf er wieder auf Freunde seiner Wetzlarer Zeit, so beispielsweise auf Johann Christoph von Aretin und fand ein anregendes Umfeld für seine literarische Tätigkeit.
Broxtermann wurde eine Versetzung nach Mannheim angeboten, die er zwar wünschte, jedoch nicht mehr erlebte. Er starb im September 1800 an einem Nervenfieber im Kreis seiner Freunde und wurde in München beigesetzt. Sein Vater verweigerte das Erbe seines Sohnes anzunehmen, da er es nicht für ausreichend wertvoll erachtete.

## Werke (Auswahl)
- Benno, Bischof von Münster. Ein Traum aus unsrer Väterzeit. Theissing, Münster 1789.
- Todtenfeyer bey Mösers Grabe. Eine Kantate. Kißling, Osnabrück, 1794.
- Gedichte. Plattvoet, Münster 1794.
- Ehrgefühl und Liebe oder: Der Cid. Nach Corneille. Trauerspiel in 4 Aufzügen, Leich, Brandenburg 1799.
- Demophilus an Eukrates über die Gränzen der Staatsgewalt und ein gewisses in der Konstitution vom Jahre 3 nicht enthaltenes Mittel, die Freyheit der Beherrschten gegen die Anmaßung der Beherrscher zu sichern. Germanien 1799.
- Theobald Wilhelm Broxtermanns Sämtliche Werke. Rackhorst, Osnabrück 1841 (herausgegeben von Eduard Wedekind).